# 高松宮家本源氏物語
高松宮家本源氏物語（たかまつのみやけほんげんじものがたり）または高松宮本源氏物語（たかまつのみやほんげんじものがたり）は、源氏物語の写本の一つである。かつて宮家の一つである高松宮に伝えられており、その時期に校異源氏物語及び源氏物語大成に採用され著名になったため、高松宮家のもとを離れた現在でもこの名で呼ばれている。

## 概要
本写本は、五十四帖の揃い本としてかつて宮家の一つ高松宮に伝えられていた写本であり、高松宮にあった時期に河内本の本文を持つ写本として存在を明らかにされた写本の一つであり、このときに「高松宮蔵本」と呼ばれるようになってこの名で広く紹介され、この名で河内本系統の対校本文のひとつとして校異源氏物語及び源氏物語大成に採用されたために「高松宮家本」の名が定着した。そのため、その後国立歴史民俗博物館の所蔵となった現在でも「高松宮家本」の名前で呼ばれている。

## 耕雲本
本写本は、現存する源氏物語の写本の中ではもっとも「耕雲本」と呼ばれる写本の原本に近い写本であるとされている。耕雲本とは、室町時代中期に耕雲（花山院長親）が将軍足利義持に献上する源氏物語の写本を作るために整えた源氏物語の本文であるとされており、当時はこの「耕雲本」とは青表紙本でもなく河内本でもない耕雲が整えた第三の系統の本文であるとされていた。そのためこの「耕雲本」は池田亀鑑の初期の本文研究の成果をとりまとめた『源氏物語系統論序説』などでも「青表紙本」、「河内本」と並ぶ一つの本文系統としてあげられていた。しかしながら実際に耕雲本に属するとされる本写本の本文の内容を巻別に調べて見ると、松風の1帖のみが青表紙本系統。宇治十帖の中の橋姫、宿木、東屋、浮舟、蜻蛉、手習、夢浮橋の7帖が別本。他は河内本系統という河内本を主体とした取り合わせ本であることが明らかになったため、現在では耕雲本を青表紙本や河内本と並ぶ一つの本文系統としてあげることはなく、本写本のような耕雲本に由来する写本は河内本を主体とする取り合わせ本として扱われるようになっている。

## 伝承筆者
本写本の巻別の伝承筆者として以下の人物が挙げられている。
1. 桐壷 近衛関白政家
2. 帚木 伏見宮邦高親王息就山知蔵
3. 空蝉 冷泉中納言為広卿
4. 夕顔 萬里小路春房朝臣
5. 若紫 甘露寺大納言元長卿
6. 末摘花 中御門大納言宣胤卿
7. 紅葉賀 甘露寺大納言親長卿
8. 花宴 実相院増運淮后
9. 葵 妙法院宮覚胤法親王
10. 賢木 伏見宮邦高親王息宗山侍史
11. 花散里 知恩院隆旬権僧正
12. 須磨 範意大徳
13. 明石 一条関白冬良公
14. 澪標 今出川大納言公興卿
15. 蓬生 伏見宮邦高親王
16. 関屋 知恩院隆旬権僧正
17. 絵合 姉小路中納言基綱卿
18. 松風 三条西内大臣実隆公
19. 薄雲 勧修寺中納言政顕卿
20. 朝顔 飛鳥井中納言雅康
21. 少女 一条関白冬良公
22. 玉鬘 飛鳥井庶流左中将雅冬朝臣
23. 初音 知恩院隆旬権僧正
24. 胡蝶 知恩院隆旬権僧正
25. 螢 宮内少輔政綱
26. 常夏 知恩院隆旬権僧正
27. 篝火 知恩院隆旬権僧正
28. 野分 知恩院隆旬権僧正
29. 行幸 宮内少輔政綱
30. 藤袴 一条関白冬良公
31. 真木柱 知恩院隆旬権僧正
32. 梅枝 曼珠院良鎮大僧正
33. 藤裏葉 伏見宮邦高親王息宗山侍史
34. 若菜上 知恩院隆旬権僧正
35. 若菜下 今出川大納言公興卿
36. 柏木 今出川大納言公興卿
37. 横笛 花山院右大臣政長公
38. 鈴虫 光房法眼（端六行）・宮内少輔政綱（奥）
39. 夕霧 中御門大納言宣秀卿
40. 御法 知恩院隆旬権僧正
41. 幻 知恩院隆旬権僧正
42. 匂宮 知恩院隆旬権僧正
43. 紅梅 知恩院隆旬権僧正
44. 竹河 唐橋大学頭在数朝臣
45. 橋姫 冷泉中納言政為卿
46. 椎本 東坊城大納言和長卿
47. 総角 刑部卿治光朝臣
48. 早蕨 中御門大納言宣秀卿
49. 宿木 冷泉中納言政為卿
50. 東屋 冷泉中納言政為卿
51. 浮舟 冷泉中納言政為卿
52. 蜻蛉 中院中納言通世卿
53. 手習 大僧都空済
54. 夢浮橋 飛鳥井庶流雅孝朝臣

## 影印本
1974年に複製（影印）本が臨川書店から『高松宮御蔵河内本源氏物語』として全12巻・限定100部で刊行されている。
1. きりつぼ．はは木ゝ．う徒せ見．ゆうがほ
2. わかむらさき．すえつむ花．もみぢの賀．はなのえん．あふひ
3. さかき．花地るさと．須磨．あかし
4. みをつくし　よもきふ　せきや　ゑあはせ　まつかせ　うす雲
5. あさかを　をとめ　玉かつら　はつね
6. こてふ　ほたる　とこなつ　かゝりひ　のわき
7. みゆき　藤はかま　まきばしら　梅かえ　藤のうら葉
8. わかな　上　わかな　下
9. かしわ木　よこぶえ　すゝむし　夕きり　みのり　まぼろし
10. におふ兵部卿　こうはい　竹がは　はしひめ　椎かもと　あけまき
11. さはらひ　やとり木　あすまや
12. うきふね　かけろふ　てならひ　夢のうき橋